# Madracis interjecta
Madracis interjecta är en korallart som beskrevs av Marenzeller 1907. Madracis interjecta ingår i släktet Madracis och familjen Pocilloporidae.
Artens utbredningsområde är Indiska oceanen. Inga underarter finns listade i Catalogue of Life.